# إم بي 5

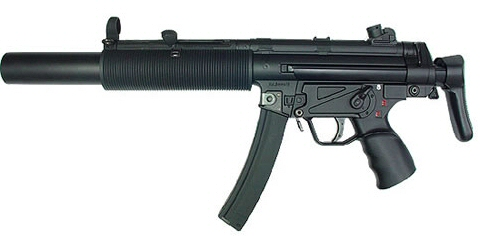
رشاش إم بي 5

هكلر أوند كوخ إم بي 5 صنع سنة 1964 هو مسدس رشاش آلي يطلق عيار 9ملم ويطلق 700 إلى 900 طلقة في الدقيقة تم تطويره بواسطة مهندسي شركة هكلر آند كوخ للأسلحة الخفيفة، سلاح إم بي 5 سلاح خفيف الوزن ودقيق في التصويب وهو سلاح ذو شهره واسعة حيث أن كل دولة تعطي لقواتها الخاصة والشرطة هذا السلاح بسبب خفة وزنه وقصر طوله.
نصف الرشاش الآلي يمتاز بكثافة نيران عالية وجودة ودقة في استخدامه كسلاح حماية وحراسة والرماية لمسافات قصيرة في أصعب الظروف المناخية. وهو ألماني التصميم، وتم تطويره خلال الستينيات بواسطة المُصنّع الألماني هكلر آند كوخ. يُعد واسع الانتشار حيث تستخدمه العديد من الجهات العسكرية والأمنية والاستخباراتية حول العالم.
ويستخدم على نطاق واسع جدًا في مختلف دول العالم ضمن تسليح القوات الخاصة ويمتاز هذا الرشاش بعملية الإطلاق التي تتم من ترباس مغلق وهذا الأمر غير اختياري في الرشاشات القصيرة لأنه قد يسبب استعصاءً في السلاح ويوجد منه نموذج بكاتم للصوت وهو MP5 Sd ونموذج آخر قصير للغاية وهو MP5 Ac رشاش جيد جدًا وذلك لوجود عملية الإغلاق وعند الرماية يتحرك الطارق فقط فلا يهتز السلاح.